# Баранов, Пётр Петрович фон
Пётр Петрович фон Баранов (нем. Peter Paul Alexander von Baranoff; 9 мая 1843, Ревель — 22 декабря 1924, Таллин) — русский военачальник, генерал от кавалерии.

## Биография

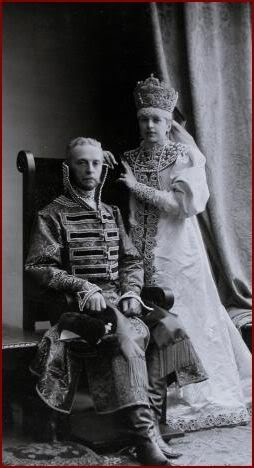
С дочерью Ольгой на костюмированном балу 1903 года.

Лютеранского вероисповедания. Из эстляндских дворян.
Окончил Пажеский корпус (1860), выпущен корнетом в лейб-гвардии Уланский Её Величества полка.
Чины: поручик (1865), штабс-ротмистр (1870), ротмистр (1874), полковник (1880), генерал-майор (за отличие, 1891), генерал-лейтенант (за отличие, 1900). генерал от кавалерии (за отличие, 1910).
Участвовал в подавлении Польского восстания 1863 года и русско-турецкой войне 1877—1878 годов. Командовал эскадроном (3 года и 9 месяцев, дивизионом (4 месяца) и запасным эскадроном (2 года и 10 месяцев).
В 1883—1890 годах был начальником кадра №2 гвардейского кавалерийского запаса. Командовал 3-м драгунским Сумским (1890—1891) и лейб-гвардии Уланским Её Величества (1891—1897) полками. С 15 апреля 1891 командовал также 1-й бригадой 2-й гвардейской кавалерийской дивизии.
Был управляющим (1898—1902), а затем гофмейстером (1902—1910) Двора великого князя Михаила Николаевича.
Член Государственного Совета по выборам от съезда землевладельцев Астраханской губернии (02.11.1907—12.06.1909), октябрист.
3 января 1910 года, в связи с упразднением двора скончавшегося в декабре 1909 года великого князя Михаила Николаевича, пожалован в генерал-адъютанты. Возглавлял комиссию по расследованию обстоятельств исхода боёв под Лодзью (11.1914), комиссию по расследованию деятельности Прибалтийского генерал-губернатора П. Г. Курлова (1916) — производилось расследование его действиях в Прибалтийском крае (обвинения в медленности эвакуации и потворстве немцам), но оно не выявило в действиях Курлова признаков каких-либо преступлений.
7 июня 1917 года 74-летний Пётр Петрович был уволен со службы из-за болезни.

Могила П.П. Баранова

В эмиграции в Эстонии. Умер в Ревеле на 82 году жизни. Похоронен на Александро-Невском кладбище (могила сохранилась).

## Награды
- Орден Святой Анны 4-й степени (1863);
- Орден Святой Анны 3-й степени (1872);
- Золотая сабля с надписью «За храбрость» (ВП 11.04.1878)[3];
- Орден Святого Владимира 4-й степени с мечами и бантом (1878);
- Орден Святого Станислава 2-й степени с мечами (1878);
- Орден Святой Анны 2-й степени (1881);
- Орден Святого Владимира 3-й степени (1886);
- Орден Святого Станислава 1-й степени (1894);
- Орден Святой Анны 1-й степени (1898);
- Орден Святого Владимира 2-й степени (1905);
- Орден Белого Орла (1907);
- Орден Святого Александра Невского (16.06.1911);
- Бриллиантовые знаки к ордену Святого Александра Невского (06.12.1915).

Иностранные:
- австрийский Орден Франца-Иосифа, кавалерский крест (1874);
- румынский Железный крест (1877);
- прусский Орден Красного орла 2-й степени (1881);
- мекленбург-Шверинский Орден Грифона, большой крест (1892);
- болгарский Орден «Святой Александр» 2-й степени (1896);
- австрийский Орден Железной короны 1-й степени (1897);
- французский Орден Почетного Легиона, командорский крест (1897);
- прусский Орден Короны 1-й степени (1898);
- греческий Орден Спасителя 1-й степени (1901);
- турецкий Орден Меджидие (1903).